# Kahler Berg und Drachenschwanz bei Tunzenhausen
Kahler Berg und Drachenschwanz bei Tunzenhausen este o arie protejată (arie specială de conservare — SAC, sit de importanță comunitară — SCI) din Germania întinsă pe o suprafață de 80 ha, integral pe uscat.

## Localizare
Centrul sitului Kahler Berg und Drachenschwanz bei Tunzenhausen este situat la coordonatele 51°10′14″N 11°04′45″E / 51.1706°N 11.0792°E.

## Înființare
Situl Kahler Berg und Drachenschwanz bei Tunzenhausen a fost declarat sit de importanță comunitară în septembrie 2000 pentru a proteja 2 specii de animale. Situl a fost protejat și ca arie specială de conservare în iulie 2008.

## Biodiversitate
Situată în ecoregiunea continentală, aria protejată conține 4 habitate naturale: Pajiști carstice calcaroase sau bazofile, de Alysso-Sedion albi, Pajiști uscate seminaturale și facies de acoperire cu tufișuri pe substraturi calcaroase (Festuco-Brometalia) (* situri importante pentru orhidee), Pajiști stepice subpanonice, Fânețe de joasă altitudine (Alopecurus pratensis, Sanguisorba officinalis).
La baza desemnării sitului se află mai multe specii protejate de  păsări (2): presură sură (Miliaria calandra), silvie porumbacă (Sylvia nisoria)
Pe lângă speciile protejate, pe teritoriul sitului au mai fost identificate 33 de specii de plante, 1 specie de mamifere, 93 de specii de nevertebrate, 1 specie de reptile.